# Switłana Spiriuchowa
Switłana Anatolijiwna Spiriuchowa (ukr. Світлана Анатоліївна Спірюхова, ur. 5 kwietnia 1982 w Mikołajowie) – ukraińska wioślarka.

## Osiągnięcia
- Mistrzostwa Świata – Eton 2006 – ósemka – 12. miejsce[1].
- Mistrzostwa Świata – Monachium 2007 – jedynka – 20. miejsce[1].
- Mistrzostwa Europy – Poznań 2007 – czwórka podwójna – 1. miejsce[1].
- Igrzyska Olimpijskie – Pekin 2008 – czwórka podwójna – 4. miejsce[1].
- Mistrzostwa Europy – Ateny 2008 – czwórka podwójna – 1. miejsce[1].
- Mistrzostwa Świata – Poznań 2009 – czwórka podwójna – 1. miejsce[1].
- Mistrzostwa Europy – Brześć 2009 – czwórka podwójna – 1. miejsce[1].
- Mistrzostwa Europy – Montemor-o-Velho 2010 – ósemka – 4. miejsce[1].